# Тэкона
Тэкона (яп. 手児奈) — полулегендарная красавица в японском фольклоре. Один из символов города Итикава, Тиба. Также известна как Мама-но Тэкона или Девушка из Мама.

## Легенда
По преданию, Теконэ родилась в VII веке, в правление императора Дзёмэя, в поселении Мама уезда Кацусика провинции Симоса (город Итикава префектуры Тиба). Её отец был главой уезда. В юном возрасте Тэкона вышла замуж за благородного господина из соседней провинции, от которого родила ребёнка. Вскоре между уездом Кацусика и соседней провинцией вспыхнула война, и семья мужа прогнала Тэкону как дочь врага. После недель скитаний она вернулась на родину в Маму, но, стесняясь, жила отдельно от родителей. Тэкона была очень красивой женщиной, поэтому мужчины из соседних поселений начали наперебой свататься к ней. Борьба за руку девушки вызвала между претендентами кровавую войну. Тэкона была расстроена этим и отказывала всем поклонникам. В конце концов она покончила с собой, бросившись в воды моря чтобы прекратить кровопролитие.

## В культуре
Предание о Тэконе стало местной легендой, которая впоследствии получила распространение в среде столичных поэтов. Девушка была воспета в многочисленных японских стихах, самые старые из которых собраны в антологии «Манъёсю». В частности, о ней слагали песни Ямабэ-но Акахито и Такахаси-но Мусимаро.
В 737 году японский монах Гёки основал буддистский монастырь Губодзи в провинции Симоса для умиротворения духа умершей девушки. В новейшее время для её поминовения в городе Итикава был построен Храм Тэкона.